# 오미나미 다쿠마
오미나미 다쿠마(일본어: 大南 拓磨, 1997년 12월 13일 ~ )는 일본의 축구 선수이다.

## 구단 경력
그는 2016년 J1리그의 주빌로 이와타에 입단했다. 2020년 가시와 레이솔로 이적했다. 2020년에 J리그컵 준우승. 2022년까지 77경기에 출전하여, 5득점을 넣었다. 2023년 가와사키 프론탈레로 이적했다. 2023년에 천황배 우승을 차지했다. 2024년 OH 뢰번로 이적했다.

## 국가대표팀 경력
그는 2018년 아시안 게임에 참가할 일본 U-23 국가대표팀에 발탁되었으며, 은메달 획득에 기여했다.
2022년 EAFF E-1 풋볼 챔피언십에 참가할 일본 국가대표팀에 발탁되었으며, 7월 19일 홍콩와의 경기에서 데뷔, 대회 우승.

## 통계
| 일본 | 일본 | 일본 |
| 연도 | 출전 | 득점 |
| ---- | ---- | ---- |
| 2022 | 1    | 0    |
| 통산 | 1    | 0    |